# Пулвйосек-Любстовський
Пулвйосек-Любстовський (пол. Półwiosek Lubstowski) — село в Польщі, у гміні Слесін Конінського повіту Великопольського воєводства. Населення — 549 осіб (2011).
У 1975—1998 роках село належало до Конінського воєводства.

## Демографія
Демографічна структура станом на 31 березня 2011 року:
|          | Загалом | Допрацездатний вік | Працездатний вік | Постпрацездатний вік |
| -------- | ------- | ------------------ | ---------------- | -------------------- |
| Чоловіки | 267     | 63                 | 179              | 25                   |
| Жінки    | 282     | 64                 | 164              | 54                   |
| Разом    | 549     | 127                | 343              | 79                   |